# Гравець року ФІФА 2006
«Гравець року ФІФА» за підсумками 2006 року був оголошений 18 грудня 2006 року на церемонії нагородження, що проходила в оперному театрі у Цюриху. Це була шістнадцята церемонія нагородження трофеєм «Гравець року ФІФА», започаткованого ФІФА у 1991 році. Лауреатом нагороди став чемпіон світу 2006 року захисник зб.Італії Фабіо Каннаваро.
Найкращою футболісткою року вперше стала бразилійка Марта.
Починаючи з 2004 року переможця визначали, окрім тренерів національний збірних, також капітани цих збірних. У визначенні найкращого гравця 2006 року участь взяли 165 тренерів та 165 капітанів національних збірних, у визначенні найкращої футболістки року — 147 тренерів та 149 капітанів національних жіночих збірних світу. Кожен із голосуючих визначав трійку найкращих футболістів (футболісток), окрім співвітчизників. Перше місце оцінювалось у п'ять балів, друге — три бали, третє місце — 1 бал.

## Підсумки голосування

### Чоловіки
| №  | Гравець           | Клуб(и)                     | Країна      | Голоси | Голоси | Голоси | Голоси | Очки |
| №  | Гравець           | Клуб(и)                     | Країна      | 1º     | 2º     | 3º     | Разом  | Очки |
| -- | ----------------- | --------------------------- | ----------- | ------ | ------ | ------ | ------ | ---- |
| 1  | Фабіо Каннаваро   | Ювентус Реал                | Італія      | 70     | 38     | 34     | 142    | 498  |
| 2  | Зінедін Зідан     | Реал                        | Франція     | 66     | 33     | 25     | 124    | 454  |
| 3  | Роналдінью        | Барселона                   | Бразилія    | 50     | 36     | 22     | 108    | 380  |
| 4  | Тьєррі Анрі       | Арсенал                     | Франція     | 28     | 48     | 33     | 109    | 317  |
| 5  | Самюель Ето'о     | Барселона                   | Камерун     | 37     | 29     | 28     | 94     | 300  |
| 6  | Дідьє Дрогба      | Челсі                       | Кот-д'Івуар | 12     | 24     | 18     | 54     | 150  |
| 7  | Кака              | Мілан                       | Бразилія    | 15     | 14     | 22     | 51     | 139  |
| 8  | Джанлуїджі Буффон | Ювентус                     | Італія      | 8      | 20     | 18     | 46     | 118  |
| 9  | Андреа Пірло      | Мілан                       | Італія      | 6      | 15     | 18     | 39     | 86   |
| 10 | Кріштіану Роналду | Манчестер Юнайтед           | Португалія  | 7      | 10     | 4      | 21     | 69   |
| 11 | Міхаель Баллак    | Баварія Челсі               | Німеччина   | 3      | 8      | 14     | 25     | 53   |
| 12 | Стівен Джеррард   | Ліверпуль                   | Англія      | 5      | 5      | 8      | 18     | 48   |
| 13 | Мірослав Клозе    | Вердер                      | Німеччина   | 3      | 5      | 16     | 24     | 46   |
| 14 | Френк Лемпард     | Челсі                       | Англія      | 3      | 3      | 7      | 13     | 31   |
| 15 | Деку              | Барселона                   | Португалія  | 1      | 3      | 11     | 15     | 25   |
| 16 | Луїш Фігу         | Інтер                       | Португалія  | 1      | 5      | -      | 6      | 20   |
| 17 | Хуан Рікельме     | Вільярреал                  | Аргентина   | 1      | 3      | 2      | 6      | 16   |
| 17 | Франк Рібері      | Олімпік (Марсель)           | Франція     | -      | 4      | 4      | 8      | 16   |
| 17 | Вейн Руні         | Манчестер Юнайтед           | Англія      | 2      | 1      | 3      | 6      | 16   |
| 20 | Дженнаро Гаттузо  | Мілан                       | Італія      | -      | 4      | 3      | 7      | 15   |
| 21 | Андрій Шевченко   | Мілан Челсі                 | Україна     | 1      | 3      | -      | 4      | 14   |
| 22 | Патрік Вієйра     | Ювентус Інтер               | Франція     | -      | 3      | 4      | 7      | 13   |
| 22 | Майкл Есьєн       | Челсі                       | Гана        | -      | 2      | 7      | 9      | 13   |
| 24 | Петр Чех          | Челсі                       | Чехія       | 1      | -      | 6      | 7      | 11   |
| 25 | Алессандро Неста  | Мілан                       | Італія      | 1      | 1      | 1      | 3      | 9    |
| 26 | Ліліан Тюрам      | Ювентус Барселона           | Франція     | 1      | -      | 3      | 4      | 8    |
| 27 | Єнс Леманн        | Арсенал                     | Німеччина   | -      | -      | 6      | 6      | 6    |
| 28 | Філіпп Лам        | Баварія                     | Німеччина   | -      | -      | 3      | 3      | 3    |
| 29 | Адріано           | Інтер                       | Бразилія    | -      | -      | 2      | 2      | 2    |
| 30 | Томаш Росицький   | Боруссія (Дортмунд) Арсенал | Чехія       | -      | -      | -      | -      | 0    |

### Жінки
| №  | Гравець          | Клуб(и)   | Очки |
| -- | ---------------- | --------- | ---- |
| 1  | Марта            | Умео      | 475  |
| 2  | Крістін Ліллі    |           | 388  |
| 3  | Рената Лінгор    | Франкфурт | 305  |
| 4  | Еббі Вамбах      |           | 182  |
| 5  | Келлі Сміт       | Арсенал   | 157  |
| 6  | Сілке Роттенберг | Франкфурт | 154  |
| 7  | Han Duan         |           | 116  |
| 8  | Ma Xiaoxu        |           | 99   |
| 9  | Малін Мострем    | Умео      | 87   |
| 10 | Лотта Шелін      | Гетеборг  | 82   |